# Iconometra
Genre
Iconometra est un genre de crinoïdes de la famille des Colobometridae.

## Liste des espèces
Selon World Register of Marine Species (26 mars 2015) :
- Iconometra anisa (HL Clark, 1915)
- Iconometra bellona (AH Clark, 1920)
- Iconometra intermedia (AH Clark, 1912)
- Iconometra japonica (Hartlaub, 1890)
- Iconometra marginata (AH Clark, 1912)
- Iconometra speciosa AH Clark, 1929